# Дассендорф
Дассендорф (нем. Dassendorf) — община в Германии, в земле Шлезвиг-Гольштейн. 
Входит в состав района Герцогство Лауэнбург. Подчиняется управлению Хоэ Эльбгест.  Население составляет 3112 человек (на 31 декабря 2010 года). Занимает площадь 7,95 км².